# Samuel Taylor Coleridge

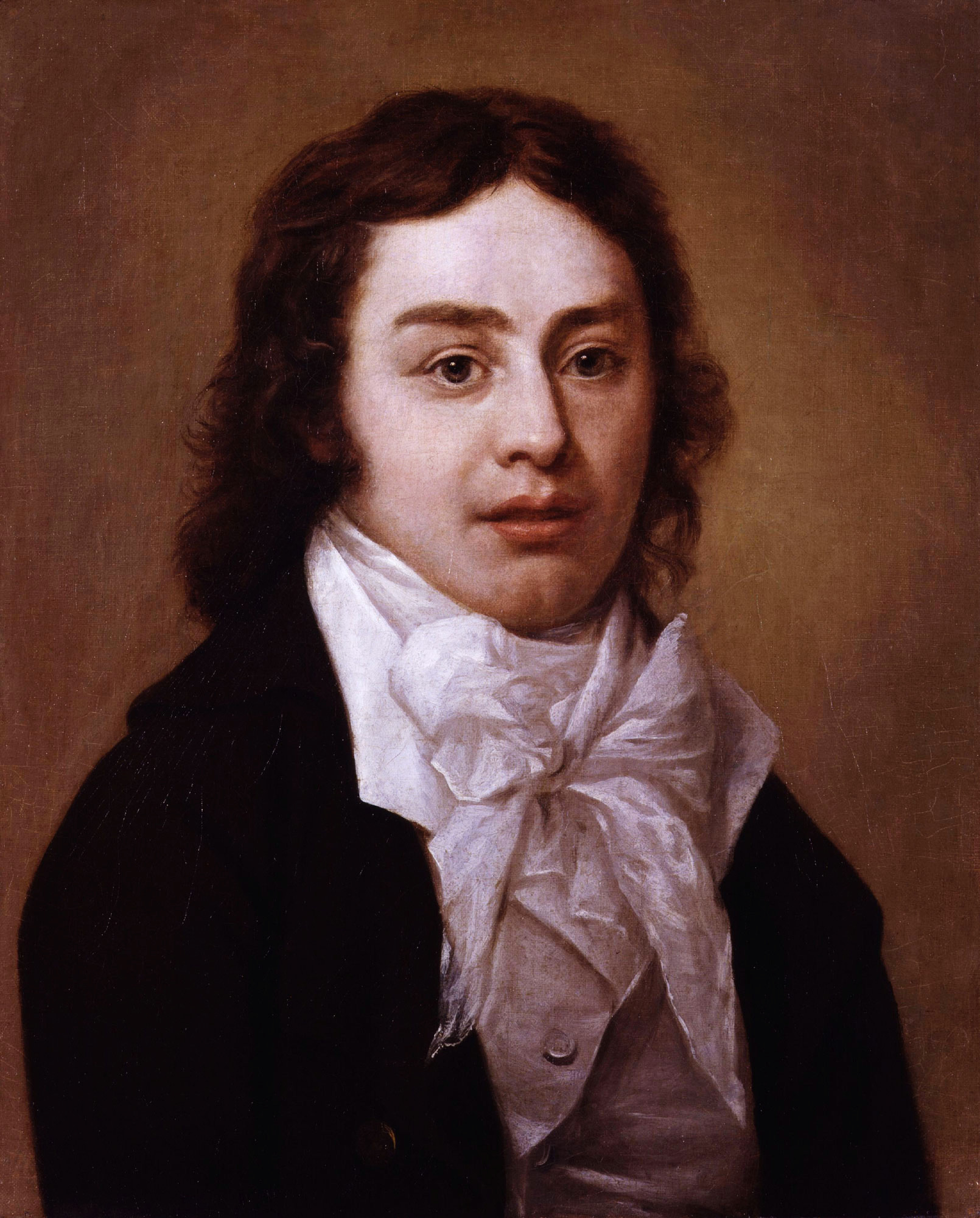
Samuel Taylor Coleridge, 1795

Samuel Taylor Coleridge [ˈkoʊlərɪdʒ oder ˈkoʊlrɪdʒ] (* 21. Oktober 1772 in Ottery St Mary, Devon; † 25. Juli 1834 in Highgate, London) war ein englischer Dichter der Romantik, Kritiker und Philosoph. Zusammen mit William Wordsworth und Robert Southey gehörte er den sogenannten Lake Poets an. Sein bekanntestes Werk ist die Ballade The Rime of the Ancient Mariner (dt. Ballade vom alten Seemann oder Der alte Matrose) – veröffentlicht 1798 in der gemeinsam mit Wordsworth herausgegebenen Sammlung Lyrical Ballads, die nach traditioneller Auffassung die englische Romantik begründete.
Coleridge prägte die Formel von der willentlichen Aussetzung der Ungläubigkeit.

## Leben

### 1772–1796

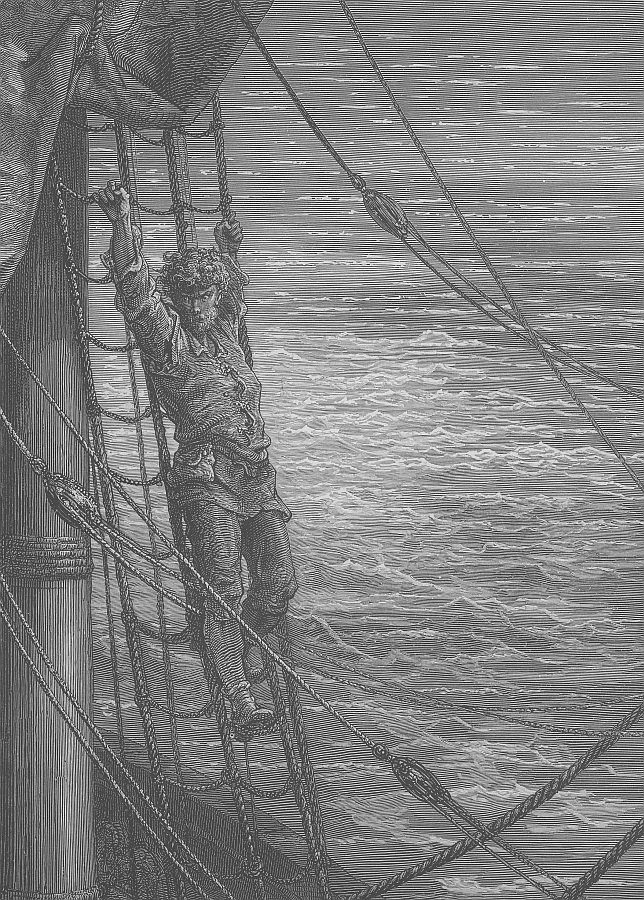
Illustration von Gustave Doré zu
Rime of the Ancient Mariner

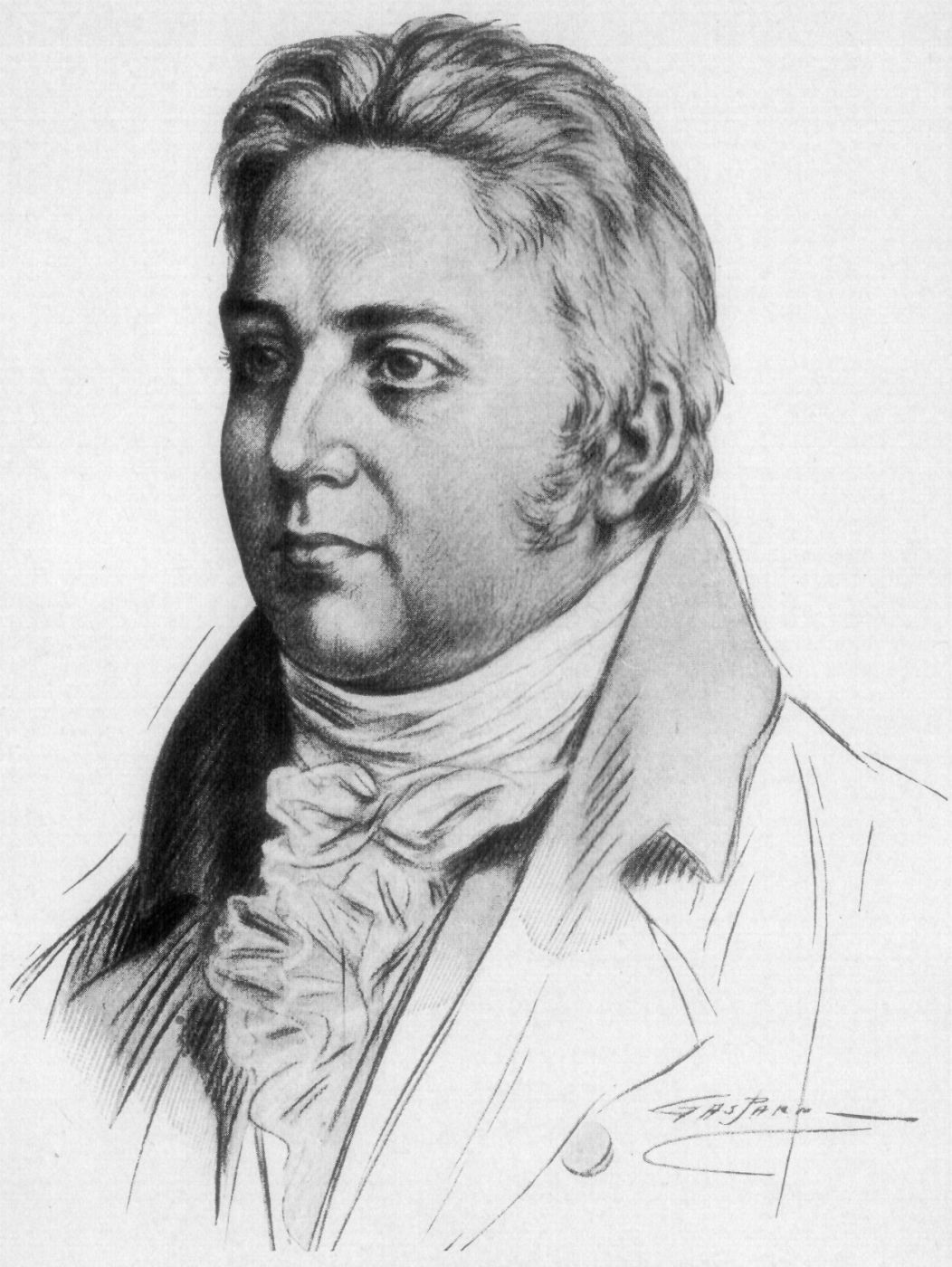
Samuel Taylor Coleridge

Coleridge wurde in Ottery St Mary als Sohn eines Pfarrers geboren. Nach dem Tod seines Vaters (1781) wurde er nach London auf das Internat von Christ’s Hospital geschickt. Zu seinen Mitschülern dort gehörten Leigh Hunt und Charles Lamb. Coleridge war ein sehr guter Schüler. Um 1791, als er mit Rheumatismus zu kämpfen hatte, begann er die Opiumtinktur Laudanum einzunehmen, was zu seiner späteren Abhängigkeit führen sollte. Laudanum war zu dieser Zeit ein gängiges Medikament und Schmerzmittel.
1791 ging Coleridge nach Cambridge, wo er am Jesus College studierte. Während des Studiums häufte er Schulden an, weshalb er 1793 exmatrikuliert wurde und sich freiwillig zur Armee meldete. Seine Familie ließ ihn jedoch nach Cambridge zurückbringen. Im folgenden Jahr lernte er Robert Southey kennen und man beschloss das idealistische Projekt der Pantisocracy, das die Gründung einer Kommune in Pennsylvania vorsah, woraus jedoch nichts wurde. 1795 heirateten Southey und Edith Fricker sowie Coleridge und Sarah Fricker, Schwester von Edith. 1796 erschien sein erstes Buch, der Gedichtband Poems on Various Subjects; im September wurde sein Sohn David Hartley geboren.

### 1796–1806
Im Dezember 1796 zogen die Coleridges nach Nether Stowey in der Grafschaft Somerset. William Wordsworth und seine Schwester Dorothy Wordsworth zogen kurz darauf ins nahegelegene Alfoxden. Die fruchtbare literarische Partnerschaft zwischen Coleridge und Wordsworth, die sich bereits 1795 kennengelernt hatten, wird gemeinhin als Initialzündung für die englische Romantik angesehen. 1798 erschien der gemeinsame Gedichtband Lyrical Ballads, der mit The Rime of the Ancient Mariner (dt.: Der alte Seefahrer) Coleridges wohl berühmtestes Werk beinhaltet. Die Ballade enthält zahlreiche Formulierungen, die im Englischen inzwischen sprichwörtlich geworden sind. Um dieselbe Zeit schrieb Coleridge auch die meisten anderen seiner berühmten Gedichte, darunter die Schauerballade Christabel und das angeblich unter Einfluss von Opium niedergeschriebene Fragment Kublai Khan. Schauplatz dieses Gedichtes ist der legendäre, räumlich und zeitlich entrückte Ort Xanadu, an dem der Herrscher Kubla Khan einen kunstvollen Palast an der Stelle errichten lässt, wo der heilige Fluss Alph ins Meer mündet. Dem Kunstschönen des Palastes wird die Naturschönheit und Quelle des heiligen Flusses in ihrer Wildheit, Unergründlichkeit und auch Gefährlichkeit gegenübergestellt. Diese Quelle ist aber selber bedroht und kann als Sinnbild für Kraft der dichterischen Imagination gedeutet werden, deren Versiegen Coleridge auch in sich selbst immer wieder als Bedrohung empfindet.
1798 fuhr Coleridge zusammen mit den Wordsworths nach Deutschland, wo er sich intensiv mit deutscher Literatur und Philosophie auseinandersetzte – unter anderem mit August Wilhelm Schlegel, Friedrich Schelling, Immanuel Kant, Gotthold Ephraim Lessing und Friedrich Schiller. Nach seiner Rückkehr übersetzte er einen Teil von Schillers Wallenstein-Trilogie ins Englische und plante zudem, eine Lessing-Biografie zu verfassen. 1800 zogen die Coleridges nach Keswick im Lake District, in die Nähe der Wordsworths. Probleme mit seiner Gesundheit sowie Ehe führten dazu, dass sich in dieser Zeit Coleridges Opiumsucht entwickelte, während seine literarische Produktion stockte. 1804 nahm Coleridge eine Stelle bei der britischen Zivilverwaltung in Malta an, anschließend bereiste er Italien. Nach seiner Rückkehr im August 1806 trennte er sich von seiner Frau, worauf er einige Zeit mit den Wordsworths zusammenwohnte.

### 1807–1834
1808 hielt Coleridge seine erste Vortragsreihe unter dem Titel On Poetry and the Principles of Taste am Royal Institute in London. Coleridge war nicht nur ein scharfsinniger Theoretiker, sondern auch ein ausgezeichneter Redner. Seine Vorträge zogen viele Zuhörer an; besonders bedeutend sind seine Vorlesungen über Shakespeare. Coleridge wandelte sich nun zum Konservativen und unterstützte in Zeitungsartikeln die politische Linie der Regierung. 1810 kam es zu Konflikten mit Wordsworth und 1813 zu einem körperlichen wie geistigen Zusammenbruch, von dem er sich nur langsam wieder erholte.
Im Jahre 1816 übersiedelte Coleridge nach Highgate, nahe London, in das Haus des Arztes James Gillman, wo er bis zu seinem Tode lebte. 1817 erschien mit der Biographia Literaria eine Mischung aus autobiographischen und literaturtheoretischen Texten, die heute als das wichtigste theoretische Zeugnis der englischen Romantik gilt. In den folgenden Jahren veröffentlichte er vor allem gesellschaftstheoretische und philosophische Texte. Im Laufe der 1820er Jahre versöhnte er sich mit Wordsworth; 1828 reisten die beiden noch einmal nach Deutschland, wo Coleridge Friedrich Schlegel begegnete. Coleridge starb am 25. Juli 1834 in Highgate an Herzversagen.

## Werke
- The Fall of Robespierre, 1794, gemeinsam mit Robert Southey
- Poems on Various Subjects, 1796
- The Watchman (politische Zeitschrift), 1797
- Lyrical Ballads (mit William Wordsworth), 1798, darunter: The Rime of the Ancient Mariner (dt.: Der alte Seefahrer, Übersetzung von Heinz Politzer, Insel 963 und: Die Ballade vom alten Matrosen, Übersetzung von Rainer Iwersen, 10. Pressendruck des Logbuch-Verlages Bremen 2022, ISBN 978-3-9817345-7-7.)
- Dejection: An Ode, 1802
- The Friend, 1809–10
- Remorse (Tragödie), 1813
- Christabel; Kubla Khan, a Vision; The Pains of Sleep, 1816
- Biographia Literaria, 1817
- Sibylline Leaves (gesammelte Gedichte), 1817
- Aids to Reflection, 1825
- Poetical Works, 1828, 1829 und 1834 (dt.: In Xanadu. Gedichte. Englisch | Deutsch. Eine Auswahl. Herausgegeben und aus dem Englischen übersetzt) von Florian Bissig. Dörlemann, Zürich 2022, ISBN 978-3-03820-112-0.
- On the Constitution of the Church and State, 1829
- Table Talk, 1836 (postum)

## Varia

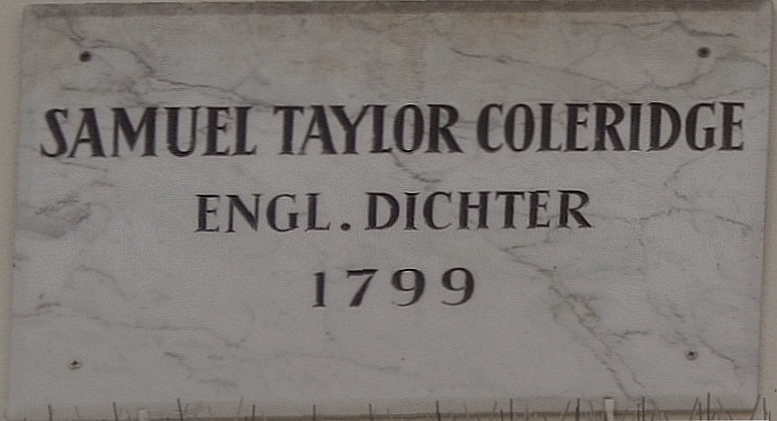
Göttinger Gedenktafel für Samuel Taylor Coleridge

Die Pantisocracy-Episode ist Gegenstand des „historische Novelle“ untertitelten Romans Die Weltverbesserer (Wien 1896) von Josef Viktor Widmann.
In einer Szene des Films Und täglich grüßt das Murmeltier spricht der Hauptdarsteller Bill Murray den Satz „Winter, slumbering in the open air, wears on its smiling face a dream of spring“, der aus dem Gedicht Work without Hope stammt.
Eine zentrale Rolle spielen Coleridge und das Gedicht Kubla Khan bei der Auflösung der zentralen Bedrohung für die Menschheit im Roman Der elektrische Mönch von Douglas Adams.
Dem längsten Gedicht von Coleridge, The Rime Of The Ancient Mariner, widmete die britische Heavy-Metal-Band Iron Maiden einen gleichnamigen Song (1984 auf dem Album Powerslave und auf diversen Live-Alben erschienen). In dem Song wird die Geschichte von Coleridges Gedicht – auf das Wesentliche verkürzt – erzählt, einige Textpassagen und der von einem Erzähler gesprochene Mittelteil enthalten Originalzitate aus dem Gedicht. Der Song gilt als einer der längsten (13:41 Minuten) im Metal-Genre.
Im 2011 erschienenen Film Sanctum wird mehrfach die erste Strophe des Gedichts Kubla Khan zitiert. Zwei der in dem Gedicht genannten Namen –, der Schauplatz Xanadu und der heilige Fluss Alph –, dienten als Vorlage für die Benennung der Xanadu Hills und des Alph River in der Antarktis.
Nach einem Nachfahren ist der neuseeländische Lake Coleridge benannt.
Den Aufenthalt Coleridges in Ratzeburg thematisiert Marcel Beyer in seinem Gedicht Am See, vom Besuch Coleridges in Köln handelt sein Gedicht Coleridge, in Köhln.

## Notizen
1. ↑  Siehe Viktor Link: Coleridge, Samuel Taylor. In: Eberhard Kreutzer und Ansgar Nünning (Hrsg.): Metzler Lexikon englischsprachiger Autorinnen und Autoren. 631 Porträts – Von den Anfängen bis zur Gegenwart. Metzler, Stuttgart/Weimar 2002, ISBN 3-476-01746-X, 666 S. (Sonderausgabe Stuttgart/Weimar 2006, ISBN 978-3-476-02125-0), S. 127 f.
2. ↑  Zitat auf The Internet Movie Database
3. ↑  Marcel Beyer: Am See, in: ders.: Dämonenräumdienst. Berlin 2020. ISBN 9783518429457, S. 36f.
4. ↑  Marcel Beyer: Am See, in: ders.: Dämonenräumdienst. Berlin 2020. ISBN 9783518429457, S. 78f.
5. ↑  Mit dem Gedicht in Englisch auf S. 197 f.

| Personendaten    | Personendaten                                           |
| ---------------- | ------------------------------------------------------- |
| NAME             | Coleridge, Samuel Taylor                                |
| KURZBESCHREIBUNG | englischer Dichter der Romantik, Kritiker und Philosoph |
| GEBURTSDATUM     | 21. Oktober 1772                                        |
| GEBURTSORT       | Ottery St Mary, Devon                                   |
| STERBEDATUM      | 25. Juli 1834                                           |
| STERBEORT        | Highgate, London                                        |